# NGC 7663
NGC 7663 is een niet-bestaand object in het sterrenbeeld Waterman. Het hemelobject werd in 1865 ontdekt door de Italiaanse astronoom Gaspare Stanislao Ferrari. Sommige bronnen identificeren het object met een sterrenstelsel. 